# Mennonitisches Friedenszentrum Berlin

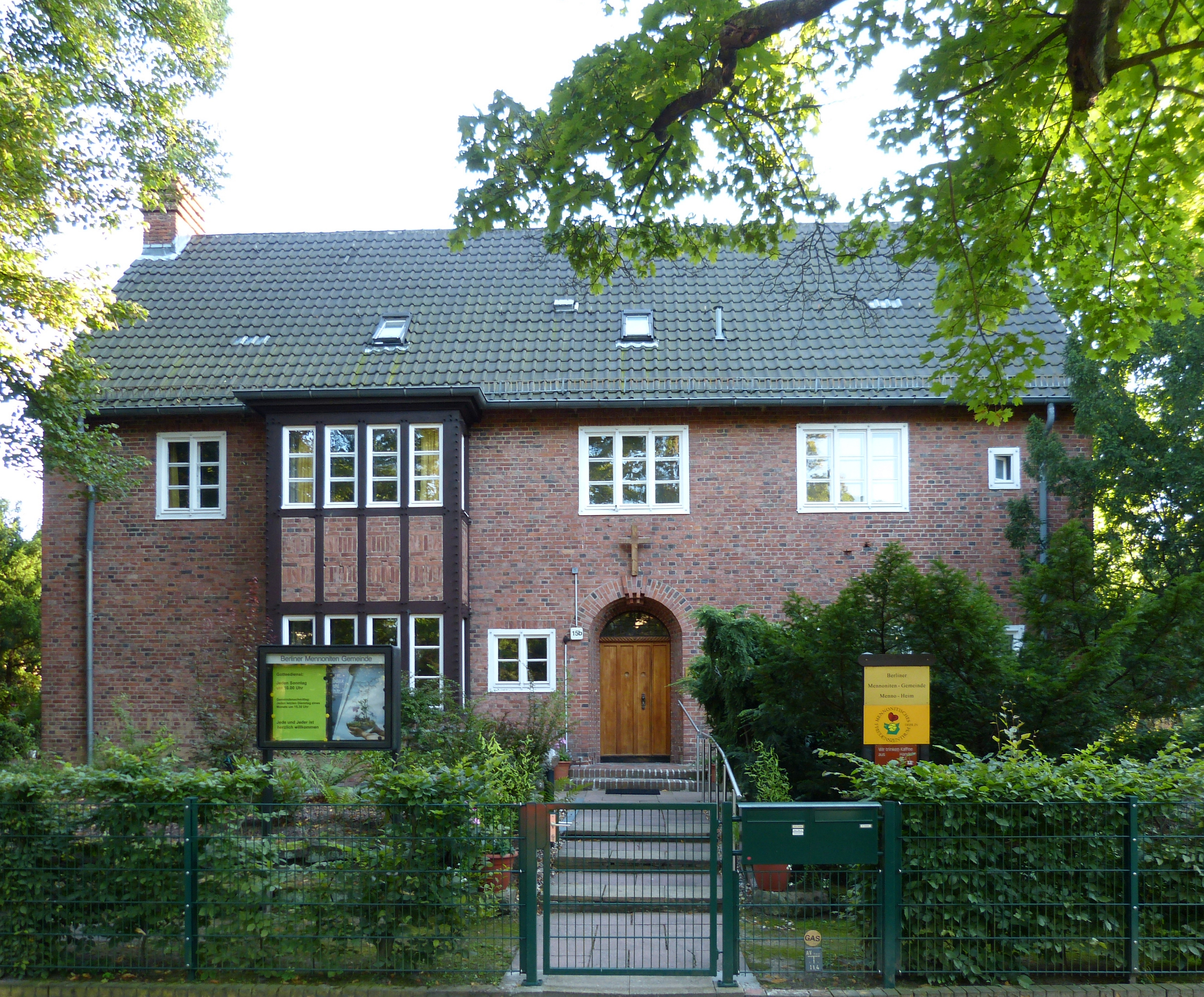
Mennonitisches Friedenszentrum Berlin, Promenadenstr. 15b, Berlin-Lichterfelde

Das Mennonitische Friedenszentrum Berlin (MFB) ist ein Projekt der Vereinigung der Deutschen Mennonitengemeinden (VDM) im Rahmen der ÖRK-Dekade zur Überwindung von Gewalt. Der Sitz befindet sich in Berlin-Lichterfelde. Die VDM ist eine der Regionalkonferenzen der Arbeitsgemeinschaft Mennonitischer Gemeinden.

## Aufgaben
Die Arbeitsschwerpunkte des MFB liegen in der kritischen Begleitung von Politik und Weltgeschehen, in der Gewaltprävention durch Netzwerkarbeit, und einer Kooperationen zur Konflikttransformation in Simbabwe.
Geleitet wurde das 2005 gegründete Zentrum bis 2021 von Martina Basso, die bis 2012 auch als Pastorin der Berliner Mennoniten-Gemeinde angestellt war und seit 2016 als Geschäftsführerin und stellvertretende Vorsitzende der VDM tätig ist. Seit Januar 2025 ist Ronél Meylahn Leiterin des MFB. Die Arbeit wird von einem Beirat unterstützt, dessen Sprecherinnen Christiane Jantzen und Sandra Janzen sind.

## Vernetzung
Das Friedenszentrum ist Mitglied der Ökumenischen Arbeitsgemeinschaft der Freikirchen (ÖAF) in Berlin.
Im Mai 2010 fand die erste gemeinsame Sitzung des Beirats mit dem Vorstand des Deutschen Mennonitischen Friedenskomitees statt.